# Rosenburg (Linz)

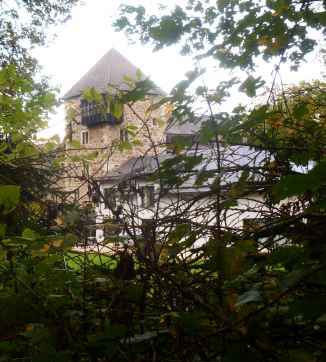
Rosenburg im Linzer Zaubertal

Die Rosenburg in Linz ist eine 1908/09 von Edward Schiller in historisierender Bauweise errichtete Burg, die von der Donau kommend am Eingang in das Zaubertal steht (Zaubertal 6). Der Name Rosenburg leitet von der Lieblingsblume der Ehegattin des Erbauers her.
Das Grundstück, auf dem die Rosenburg erbaut wurde, was der sogenannte Kletzengütlwald. Er konnte 1908 von Edward Schiller, einem Jurist der Stadt Linz, erworben werden. Das Gebäude der Rosenburg wurde in der Folge auf einem 20 m hohen Felsen in historisierender Bauweise errichtet. Idee war, das Gebäude nach dem Vorbild eines frühmittelalterlichen Wehrsitzes zu errichten. Dazu war es dem Bauherrn wichtig, dass die Mauern aus einem an Ort und Stelle gebrochenen Fels errichtet wurden, das Steildach aus einem hier geschlägerten Holz angefertigt wurde und aus ortsnahem Material entsprechende Tür- und Fensterumrahmungen angefertigt wurden. Zudem wurde aus dem Abbruchmaterial verschiedener Häuser in Linz (z. B. Hauptplatz Nr. 14, ehemaligen gotisches Dreifensterfronthaus, Adlergasse 10, Hauptplatz 13) Architekturteile und Spolien gesammelt (spätgotische Fenster- und Türgewände, Balken aus dem 17. Jahrhundert, Eingangsportal zum Torturm, Kragsteine, Treppenstufen) und in das Gebäude eingebaut. Weitere Bauteile wurden über den Antiquitätenhandel erworben (Steinbrunnengrander, Türschlösser, renaissancezeitlicher Wandbrunnen).
In dem Hauptwohnraum, der sogenannten Nibelungenhalle, befindet sich ein Bild des Malers Maximilian Liebenwein, der aus dem Nibelungenlied die Vermählungsszene des Königssohns Giselher mit der Tochter Dietlinde des Markgrafen Rüdiger von Pöchlarn in Anwesenheit dessen Gemahlin Gotlinde darstellt.

Rosenburg (Linz)
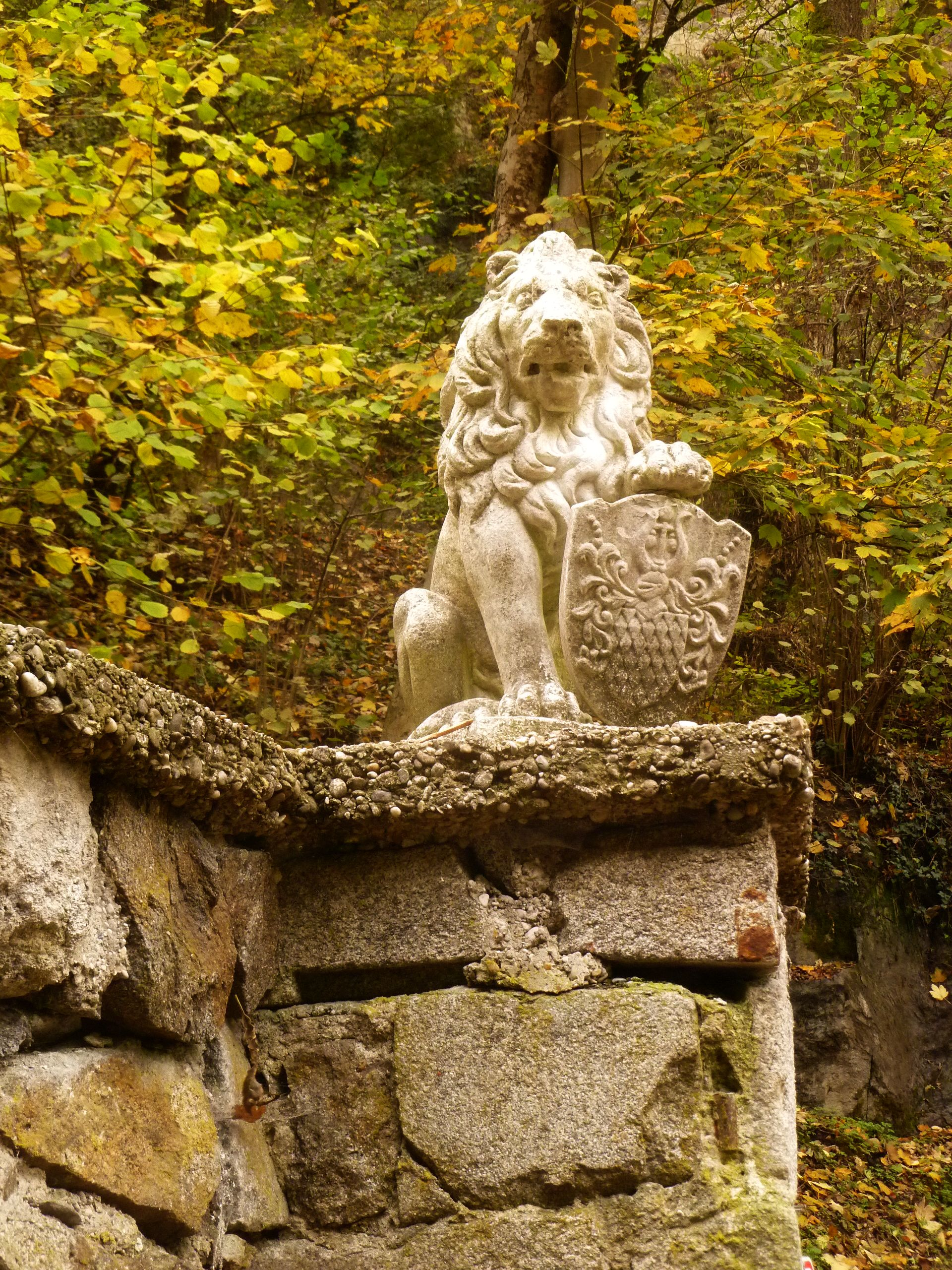
Auffahrt zur Rosenburg
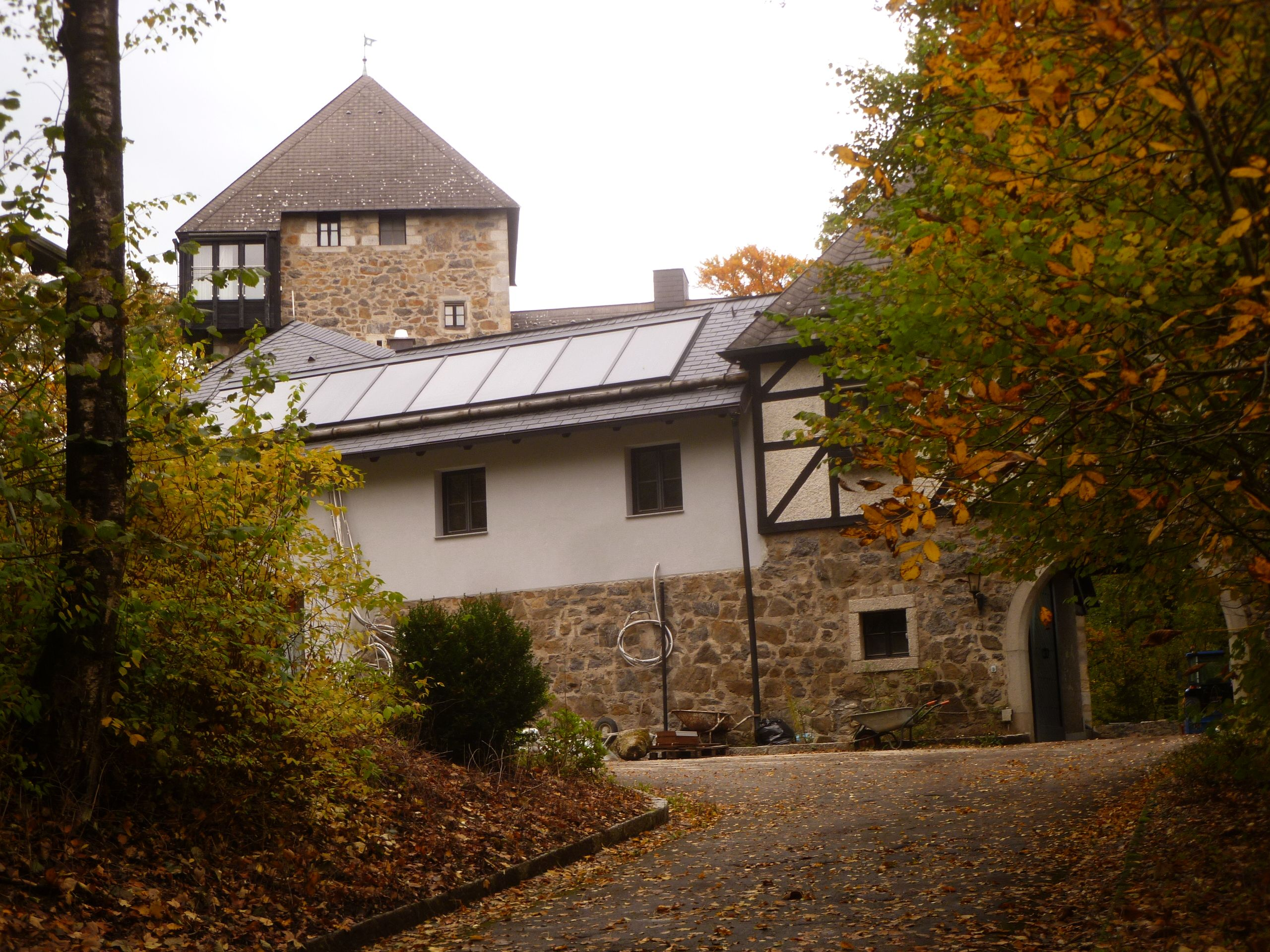
Rosenburg
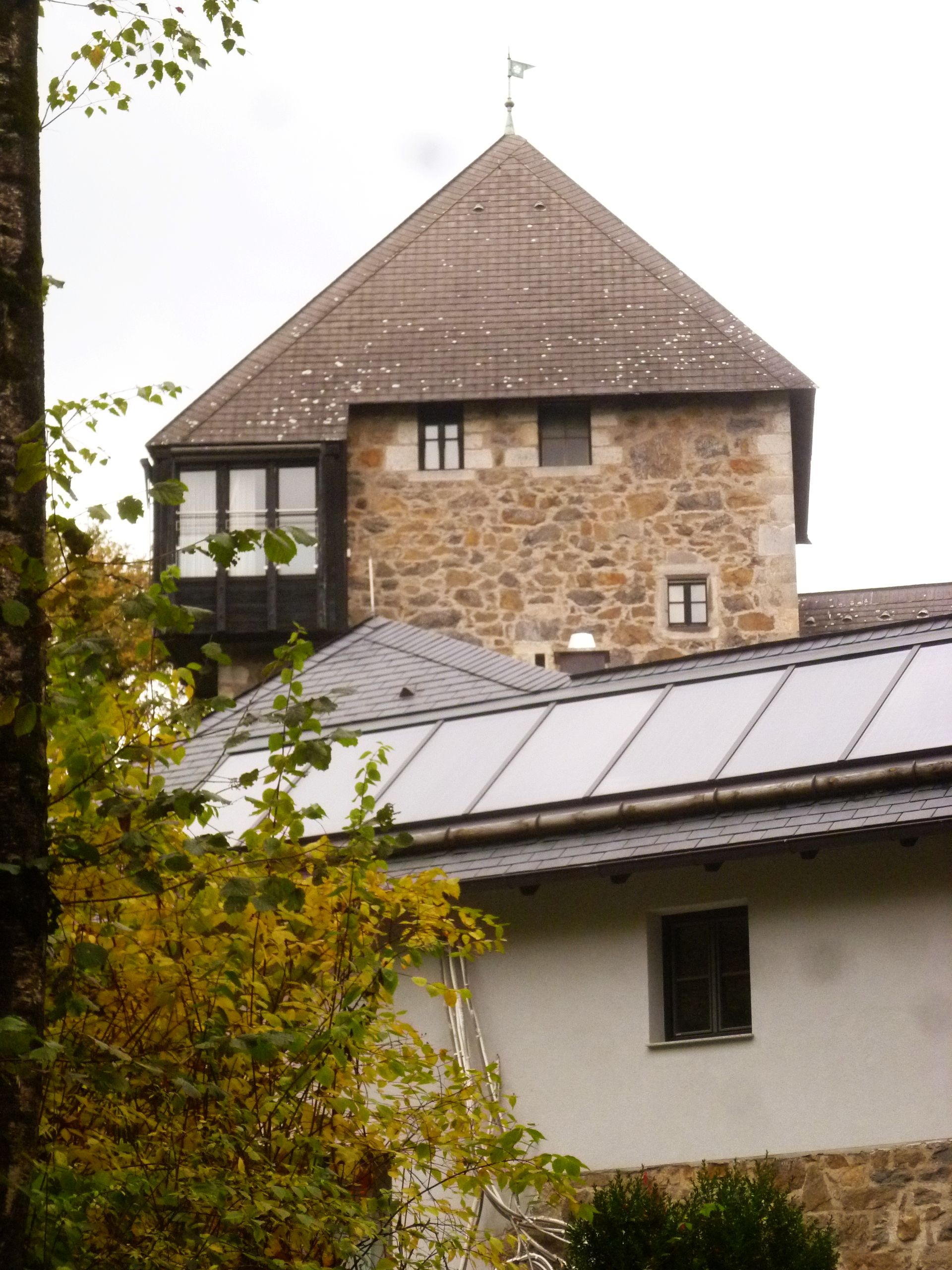
Rosenburg
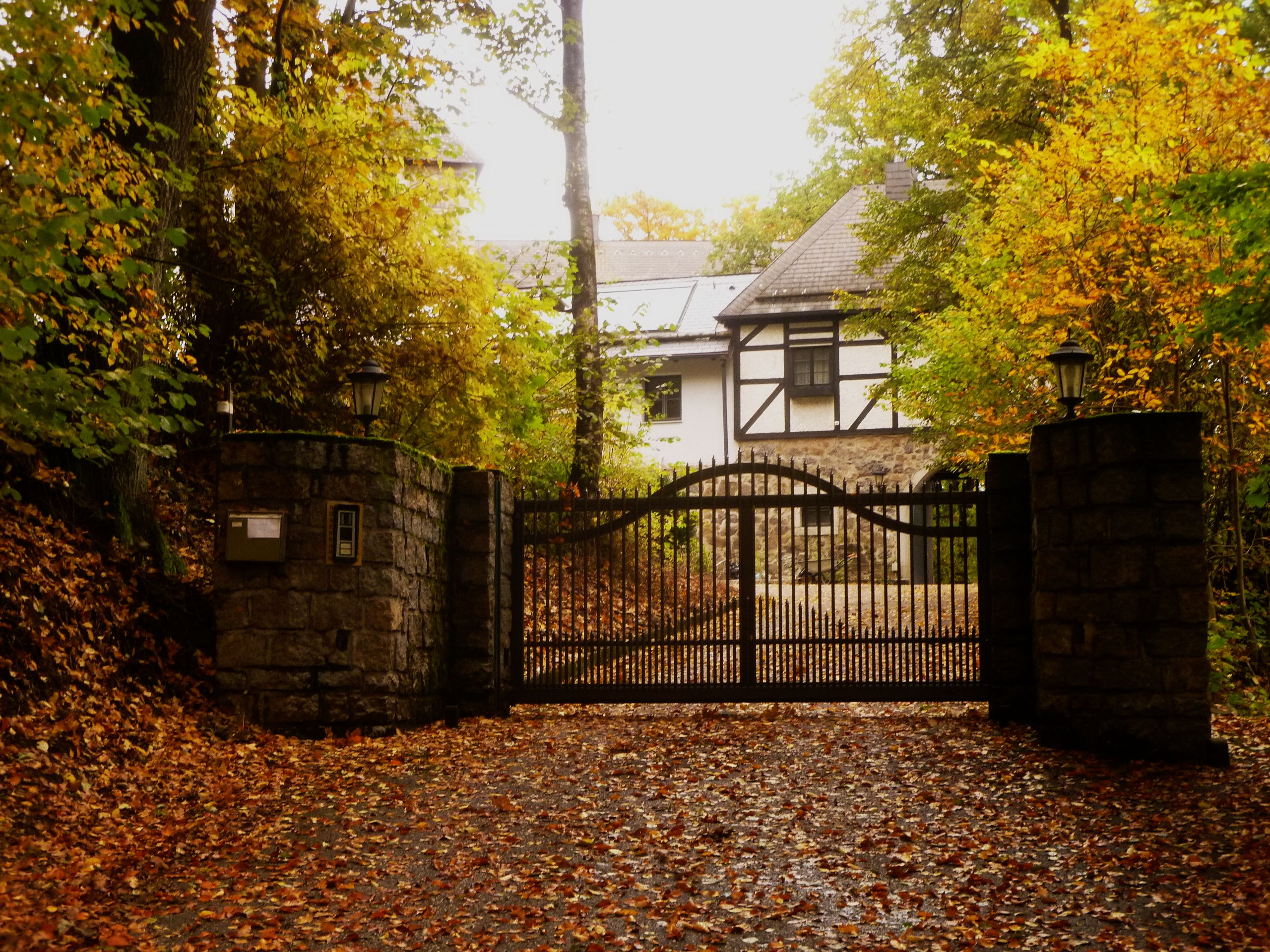
Eingang zur Rosenburg

Das Haus musste aus finanziellen Gründen 1920 verkauft werden. Erster Nachfolger im Besitz war der Salurner Weinhändler Johann Khol, er wurde von seiner Frau mit einem Jagdgewehr erschossen. Dann folgten Robert und Maria Reschner, deren Ehe wegen des Ankaufs der Burg bald in die Brüche ging. Maria Reschner konnte aber das Wohnrecht auf der Burg erhalten; sie starb am Weihnachtstag 1942 zusammen mit ihrem zweiten Gatten, den Prinzen Albrecht von Schaumburg-Lippe, angeblich an einer Rauchgasvergiftung, wobei aber eher an einen Doppelsuizid zu denken ist. Der im Besitz nachfolgende Sohn Felix Reschner kam durch eine nicht gesicherte Handwaffe 1943 ums Leben. Ihm folgte im Besitz wiederum sein Vater Robert nach. Felix Reschner hatte allerdings mit der Stadt Linz einen Miet- und Vorverkaufsvertrag abgeschlossen. So konnte 1947 in dem Gebäude die Gewerkschaft der Gemeindebediensteten eine Gewerkschaftsschule errichtet werden.
Zurzeit wird die Rosenburg privat genutzt und kann nicht besichtigt werden.